# Черноголовый общественный ткач
Черноголовый общественный ткач (лат. Pseudonigrita cabanisi) — вид птиц рода общественные ткачи семейства ткачиковых. У взрослых особей большая чёрная «шапка», клюв цвета слоновой кости, красные глаза, коричневые спина и крылья, черновато-коричневый хвост, белое горло и нижняя часть тела. Гнездится колониями. Черноголовые общественные ткачи встречаются в некоторых частях Эфиопии, Кении, Сомали и Танзании.

## Классификация
В 1884 году черноголовый общественный ткач был впервые описан немецким исследователем Восточной Африки Густавом Фишером и немецким орнитологом Антоном Райхеновым как Nigrita cabanisi на основании экземпляра, собранного в 1883 году Фишером в горах Паре. В 1903 году Рейхенов отнес этот вид к своему только что созданному роду Pseudonigrita. В 1942 году Ганс фон Беттичер отнёс черноголового общественного ткача к отдельному роду и создал новое название Somalita cabanisi. Название вида cabanisi дано в честь Жана Кабаниса, немецкого орнитолога.

### Подвиды
Подвидов не выделяют.

## Описание
Спина коричневого цвета; бока — чёрные; клюв — беловатого цвета. Имеется чёрная «шапка», которая проходит от клюва через макушку к задней части шеи, а также покрывает область вокруг глаза и уха. Шея, спина, крылья и надхвостье коричневые. Хвост черновато-коричневый. Горло, бока шеи, грудь и живот белые. Клюв цвета слоновой кости. Глаза ярко-красные Радужная оболочка молодых особей тёмно-коричневая.

### Размеры
Длина черноголового общественного ткача — 13 см; масса — 18—24 г.

## Среда обитания
Черноголовые общественные ткачи обитают в саванне. Могут встречаться рядом с представителями вида сероголовый общественный ткач.

## Размножение

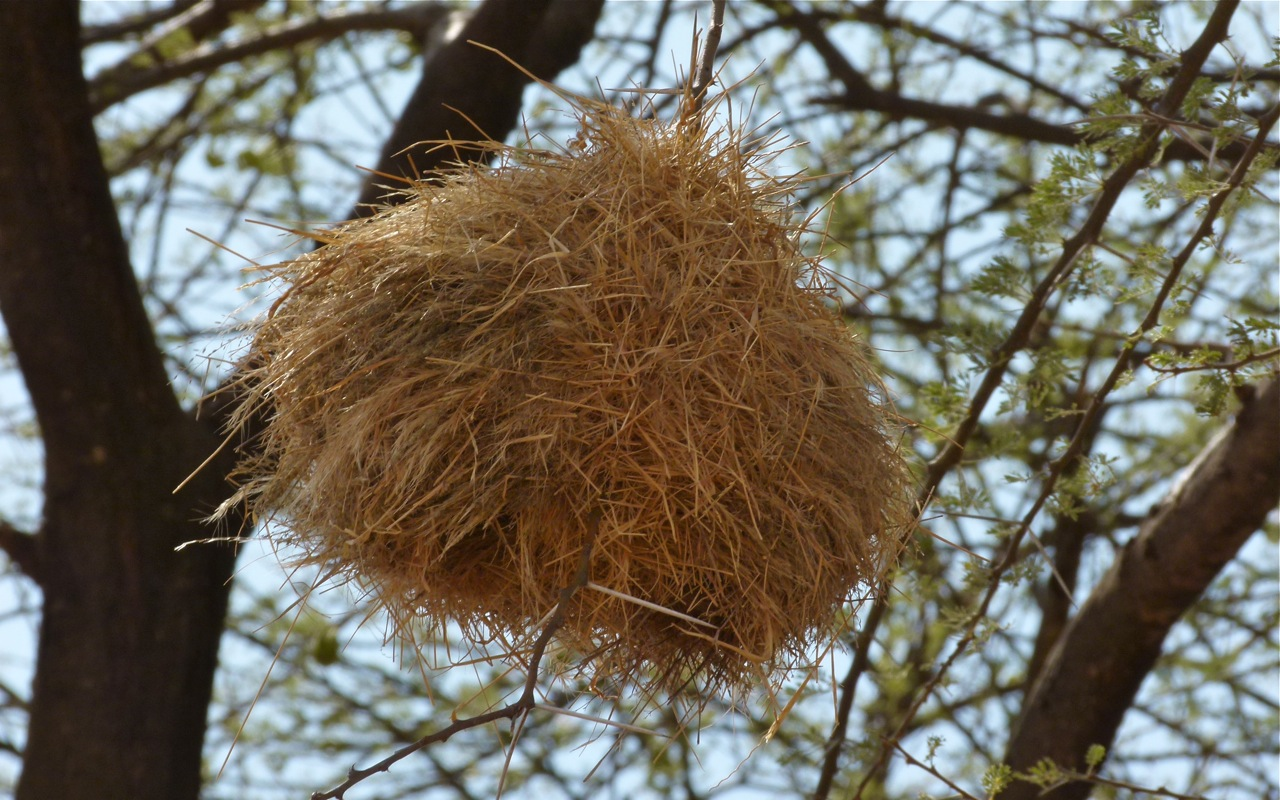
Гнездо

Черноголовый общественный ткач моногамен. Излюбленные деревья для гнездования включают виды родов Acacia, Delonix и Euphorbia, а крытые гнезда, которые строят как самцы, так и самки, состоят из множества прямых травяных соломинок. Гнезда имеют два обращенных вниз входа, один из которых закрывается с момента откладки яиц до момента оперения птенцов. Кладка состоит из двух-четырех яиц размером 19х14 мм. Яйца белого или розоватого цвета, с коричневыми или фиолетовыми отметинами.

## Питание
Питается в основном семенами трав, но также потребляет сочную растительность, чтобы получить достаточно воды, а также насекомых.

## Содержание
Черноголовый общественный ткач иногда содержится и разводится в неволе любителями.